# Hypohelion scirpinum
Hypohelion scirpinum är en svampart som först beskrevs av Augustin Pyrame de Candolle, och fick sitt nu gällande namn av P.R. Johnst. 1990. Hypohelion scirpinum ingår i släktet Hypohelion och familjen Rhytismataceae.  Arten är reproducerande i Sverige. Inga underarter finns listade i Catalogue of Life.